# Tori, Järva
Tori (în germană Torgel) este un sat situat în partea centrală a Estoniei, în regiunea Ida-Viru. Aparține de comuna Türi. Localitatea a fost locuită de germanii baltici.